# Личчарделло, Клаудио
Клаудио Личчарделло (итал. Claudio Licciardello; род. 11 января 1986, Катания, Сицилия) — итальянский легкоатлет, специалист по бегу на короткие дистанции. Выступал на профессиональном уровне в 2003—2014 годах, чемпион Европы в помещении, победитель и призёр первенств национального значения, участник летних Олимпийских игр в Пекине.

## Биография
Клаудио Личчарделло родился 11 января 1986 года в Катании, Сицилия.
Впервые заявил о себе на международном уровне в сезоне 2003 года, когда вошёл в состав итальянской сборной и выступил на Европейском юношеском Олимпийском фестивале в Париже, где в зачёте бега на 400 метров выиграл бронзовую медаль.
В 2004 году бежал 400 метров и эстафету 4 × 400 метров на домашнем юниорском мировом первенстве в Гроссето.
В 2005 году стартовал на Кубке Европы во Флоренции, на юниорском европейском первенстве в Каунасе и на взрослом чемпионате мира в Хельсинки.
В 2006 году участвовал в Кубке Европы в Малаге, в чемпионате Европы в Гётеборге.
В 2008 году в беге на 400 метров стал вторым на Кубке Европы в помещении в Москве и на Кубке Европы в Анси. Благодаря череде удачных выступлений удостоился права защищать честь страны на летних Олимпийских играх в Пекине — в программе 400 метров сумел дойти до стадии полуфиналов.
В 2009 году на чемпионате Европы в помещении в Турине завоевал серебряную медаль в индивидуальном беге на 400 метров и одержал победу в эстафете 4 × 400 метров.
В 2010 году в эстафете 4 × 400 метров был четвёртым на командном чемпионате Европы в Бергене и восьмым на чемпионате Европы в Барселоне.
В 2012 году в 400-метровой дисциплине победил на чемпионате Италии в Брессаноне, в эстафете стартовал на чемпионате Европы в Хельсинки.
Завершил спортивную карьеру по окончании сезона 2014 года.